# Погулянка (Мазовецьке воєводство)
Погулянка (пол. Pohulanka) — село в Польщі, у гміні Білобжеґі Білобжезького повіту Мазовецького воєводства.
Населення — 69 осіб (2011).
У 1975-1998 роках село належало до Радомського воєводства.

## Демографія
Демографічна структура станом на 31 березня 2011 року:
|          | Загалом | Допрацездатний вік | Працездатний вік | Постпрацездатний вік |
| -------- | ------- | ------------------ | ---------------- | -------------------- |
| Чоловіки | 34      | 9                  | 23               | 2                    |
| Жінки    | 35      | 10                 | 22               | 3                    |
| Разом    | 69      | 19                 | 45               | 5                    |